# كربيد البيريليوم
كربيد البيريليوم مركب كيميائي له الصيغة Be2C، ويكون على شكل بلورات صفراء محمرّة.

## التحضير
يمكن تحضير كربيد البيريليوم من التفاعل المباشر للعناصر المكوّنة، وهي الكربون والبيريليوم. عند درجة حرارة تبلغ 900 °س يحدث تفاعل ناشر للحرارة يقوم برفع درجة حرارة المزيج إلى 1400 °س.
{\displaystyle \mathrm {2\ Be\ +C\ {\xrightarrow {\Delta }}\ Be_{2}C} }
كما يمكن تحضير المركب من تفاعل اختزال أكسيد البيريليوم بالفحم عند درجات حرارة مرتفعة.
{\displaystyle \mathrm {2\ BeO\ +\ C\ \longrightarrow \ Be_{2}C\ +\ O_{2}} }
يمكن في التفاعل الأخير أن يتشكل أحادي أكسيد الكربون كناتج ثانوي عند درجات الحرارة المرتفعة، كما في التفاعل التالي:
{\displaystyle \mathrm {2\ BeO\ +\ 3\ C\ \longrightarrow \ Be_{2}C\ +\ 2\ CO} }

## الخواص
إن كربيد البيريليوم عبارة عن مادة بلورية صلبة ذات لون أصفر محمر، والتي تتبلور وفق النظام البلّوري المكعّب.
عند التماس مع الماء يتفكك المركب بتفاعل حلمهة، ويتشكل هيدروكسيد البيريليوم و غاز الميثان.
{\displaystyle \mathrm {Be_{2}C\ +\ 4\ H_{2}O\ \longrightarrow \ 2\ Be(OH)_{2}\ +\ CH_{4}} }
بما أن هيدروكسيد البيريليوم من المركبات المذبذبة، فإن التفاعل يتسرّع بوجود هيدروكسيدات قلوية بسبب تشكّل أملاح البيريلات المنحلّة في الوسط.
{\displaystyle \mathrm {2\ Be(OH)_{2}\ +\ 4\ KOH\ \longrightarrow \ 2\ K_{2}BeO_{2}\ +\ 4\ H_{2}O} }
بالتالي يكون التفاعل الإجمالي:
{\displaystyle \mathrm {Be_{2}C\ +\ 4\ KOH\ \longrightarrow \ 2\ K_{2}BeO_{2}\ +\ CH_{4}} }
تتفاعل الهالوجينات مع كربيد البيريليوم عند درجات حرارة مرتفعة، حيث تتشكل الهاليدات الموافقة بالإضافة إلى الكربون، كما هو الحال مع الفلور في التفاعل التالي:
{\displaystyle \mathrm {Be_{2}C\ +\ 2\ F_{2}\ \longrightarrow \ 2\ BeF_{2}\ +\ C} }

## احتياطات الأمان
إن البيريليوم ومركباته الكيميائية هي مواد سامّة ومسرطنة، حيث يمكن أن تسبب مرض التسمم بالبيريليوم. لذا ينبغي أخذ الحيطة والحذر عند التعامل مع هذه المركبات.